# جوسایا مک‌کراکن
جوسایا مک‌کراکن (انگلیسی: Josiah McCracken; ۳۰ مارس ۱۸۷۴ – ۱۵ فوریهٔ ۱۹۶۲) پرتاب‌گر وزنه و چکش و بازیکن فوتبال آمریکایی اهل ایالات متحده آمریکا بود.